# Жан Пикар
Жан Пикар (на френски: Jean-Felix Picard) е френски астроном, издал първият астрономически годишник (1679) и измерил дъгата на меридиана между Париж и Амиен, установявайки по този начин големината на Земята.
Той е сред първите членове на Френската академия на науките, основана през 1666 г. в Париж и сред инициаторите за създаването на Парижката обсерватория.

## Биография
Роден е на 21 юли 1620 година в Ла Флеш, департамент Сарт, Франция. Учи в йезуитския колеж Royal Henry-Le-Grand. През 1655 г. става професор по астрономия в Колеж дьо Франс в Париж.
През 1669 – 1670 г. по заръка на Академията на науките измерва разстоянието на меридианите между Париж и Амиен, с помощта на триангулация. Според измерванията на Пикар, дължината на един градус от меридиана се оказала равна на 111,21 km, т.е. само с 0,03 km повече от приетата понастоящем, и достига до извода, че нашата планета не е с формата на правилна сфера. През 1671 Пикар пътува до обсерваторията на Тихо Брахе „Ураниборг“ в Швеция, за да сравни резултатите си с неговите наблюдения.
Исак Нютон използва стойностите, получени от Пикар, за да създаде теорията за гравитацията. Освен с Брахе и Нютон, Пикар общува и с други учени. Той се среща с Кристиан Хюйгенс, Бартолин и с основния си конкурент Джовани Касини.
Книгата на Жан Пикар „Измерване на Земята“ е публикувана през 1671 г.
Умира на 12 юли 1682 година в Париж на 61-годишна възраст.

## Признание
- Кратер на Луната в близост до Маре Крисиум е кръстен на негово име.